# ŠKP Bratislava
Le Športový klub polície Bratislava (Club sportif de la police de Bratislava), anciennement le Červená Hviezda Bratislava (Étoile rouge de Bratislava), est un club de handball situé à Bratislava en Slovaquie.

## Palmarès
Compétitions nationales
- Championnat de Tchécoslovaquie masculin (3) : 1973, 1975, 1976
- Championnat de Slovaquie féminin (3) : 2008, 2009, 2010